# 30091 Stephenbrown
30091 Stephenbrown este o planetă minoră (asteroid), cu un diametru de 1,875 km, din centura de asteroizi. A fost descoperită pe 11 martie 2000 la Stația Anderson Mesa de Lowell Observatory Near-Earth-Object Search. 
Obiectul prezintă o orbită caracterizată de o semiaxă mare de 2,2183331 UAi, o excentricitate de 0,1454517, o înclinație de 2,00588 ° în raport cu ecliptica.